# Psechrus antraeus
Espèce
Psechrus antraeus est une espèce d'araignées aranéomorphes de la famille des Psechridae.

## Distribution
Cette espèce est endémique de la province de Vientiane au Laos,.

## Description
C'est une espèce troglophile qui a été observée dans des grottes.

## Publication originale
- Bayer & Jäger, 2010 : Expected species richness in the genus Psechrus in Laos (Araneae: Psechridae). Revue suisse de Zoologie, vol. 117, no 1, p. 57-75.